# ГЕС Неріамангалам
ГЕС Неріамангалам — гідроелектростанція на півдні Індії у штаті Керала. Знаходячись між ГЕС Сенгулам та ГЕС Періяр-Нижня, входить до складу каскаду на річці Muthirapuzha, правій притоці Періяр (дренує західний схил Західних Гатів та впадає в Лаккадівське море дещо на північ від столиці штату міста Кочі).
У межах проєкту річку перекрили мурованою греблею висотою 43 метри та довжиною 183 метри, яка потребувала 40 тис. м3 матеріалу. Вона утримує сховище з площею поверхні 0,65 км2 та об'ємом 6,9 млн м3 (корисний об'єм 5,5 млн м3), в якому можливе коливання рівня поверхні в операційному режимі між позначками 446 та 457 метрів НРМ.
Від сховища через правобережний гірський масив прокладено дериваційний тунель довжиною 3,5 км, який на завершальному етапі переходить у три напірні водоводи довжиною по 0,4 км з діаметром 1,6 метра, що постачають зведений на правому березі Періяр, нижче від впадіння Muthirapuzha, машинний зал. В останньому встановлені три турбіни типу Френсіс, котрі при введенні в експлуатацію на початку 1960-х мали потужність по 15 МВт, а після модернізації у 2004—2006 роках досягли показнику в 17,55 МВт. Це обладнання працює при напорі від 183 до 192 метрів (номінальний напір 188 метрів) та має проєктний виробіток на рівні 237 млн кВт·год електроенергії на рік.
Крім того, у 2008 році додали одну турбіну потужністю 25 МВт, котра мала зменшити об'єм води, яка скидається зі сховища в період мусонів. Вона має додатковий проєктний виробіток 58 млн кВт·год електроенергії, при цьому у 2009—2014 роках сукупне виробництво на ГЕС складало від 232 до 370 млн кВт·год.
Продукція видається до мережі по ЛЕП, розрахованих на роботу під напругою 110 кВ.